# Leopold Rothaug
Leopold Rothaug (* 27. Oktober 1868 in Wien; † 16. April 1959 ebenda) war ein österreichischer Maler und Bühnenbildner.

## Leben
Leopold Rothaug wurde 1868 als Sohn von Theodor Rothaug und Karoline Rothaug (geb. Vogel) geboren. Die Vorfahren mütterlicherseits waren ebenfalls Maler und Bildhauer. Mit dem zwei Jahre jüngeren Bruder Alexander Rothaug erhielt Leopold den ersten Malunterricht von seinem Vater Theodor.
Leopold Rothaug studierte an der Akademie der bildenden Künste in Wien und war danach als Theatermaler tätig. Er arbeitete im damals bekannten Atelier der Maler Carlo Brioschi, Hermann Burghart und Johann Kautsky, indem unter anderen auch Konrad Petrides, Georg Janny, Ferdinand Brunner und Alfons Mucha tätig waren.
Bestattet ist Leopold Rothaug zusammen mit seinem Bruder Alexander. Sein ehrenhalber gewidmetes Grab befindet sich auf dem Grinzinger Friedhof (Gruppe 15, Reihe 1, Nummer 2) in Wien.

## Ausstellungen (Auswahl)
- 1899: Ausstellung im königlichen Glaspalast in München, gezeigt: „Schloß am Meer“, „Deutscher Urwald“
- 1900: Ausstellung im königlichen Glaspalast in München, gezeigt: „Musenhain“, „Gebirgsee“
- 1904: Weltausstellung in St. Louis, österreichischer Pavillon, gezeigt: vier Dioramatische Fenster von Georg Janny, Leopold Rothaug und Konrad Petrides mit Szenen rund um die österreichische Eisenbahn (heute im Besitz des Technischen Museums Wien).[1]
- 1938: Große Deutsche Kunstausstellung im Haus der Kunst in München, gezeigt: „Ziehender Eichhirsch“, „Kirschlein im Walde“
- 1939: Große Deutsche Kunstausstellung im Haus der Kunst in München, gezeigt: „Quelle im deutschen Wald“
- 1942: Große Deutsche Kunstausstellung im Haus der Kunst in München, gezeigt: „Das Hausgärtchen“[2], „Das Gewitter“
- 1943: Große Deutsche Kunstausstellung im Haus der Kunst in München, gezeigt: „Waldschlucht“

## Werke
Werke von Leopold Rothaug befinden sich in der Österreichischen Galerie des 19. und 20. Jahrhunderts in Wien.